# 阮文雄 (阮朝)
阮文雄（越南语：／；1812年—1882年），越南阮朝將領。

## 生平
阮文雄是廣平省豐祿縣（今屬廣平省廣寧縣）人，嘉隆十一年（1812年）出生。少年時有謀略，嗣德二年（1849年），阮文雄投身兵營，被選為錦衣宿直衛，參加武藝選拔，各項均為優秀，歷任隊長、率隊等職務。嗣德十六年（1863年），阮文雄晉升為管奇，署理副衛。嗣德十九年（1866年），阮文雄鎮壓丁導、段有徵等人發動的萬年基之亂有功。升領衛尉，兼鎮撫司。嗣德二十一年（1868年），改領指揮使，專管宿直衛，兼管長直衛、常直衛、金吾衛三衛。當時中越邊境一帶有吳鯤的亂軍活動。阮文雄充任諒平軍次副提督，前往鎮壓亂軍。
阮文雄最初在朋勃之戰中戰敗，阮廷準備將他革職留任。但隨即收到消息，亂軍攻克高平、諒山省城，阮文雄協助清軍收復二省城，隨後轉往北寧，取得青雀、桃山兩場勝利，阮廷免去對他的革留處罰。
嗣德二十三年（1870年），阮文雄在北寧陸岸、東潮諸縣連戰連捷，被擢升為掌衛，仍充軍次副提督。次年（1871年），亂匪攻掠三宣（山西、宣光、興化），阮文雄改任三宣提督，率兵圍剿，大破亂匪，收復青波、鎮安二縣。不久在東里屯之戰中戰敗，阮廷下旨革留。革留之後，阮文雄愈戰愈勇，接連獲勝，收復扶寧縣，並憑藉此功再次免於革留。
嗣德二十七年（1874年），亂匪轉入北寧，阮文雄率軍追至古螺、扶來（今屬河內市東英縣），斬首五六百人。參贊尊室說將阮文雄的功績上奏給嗣德帝，嗣德帝晉封阮文雄為懋功男，仍授提督一職。
嗣德二十九年（1876年），阮文雄在那猫屯之戰中戰敗被俘。亂匪愛惜阮文雄的才幹，不忍心殺他，將他關押在屯中。不久阮軍收復那猫屯，才將阮文雄救出。阮廷議阮文雄戰敗之罪，剝奪職爵，發往軍前效力。
嗣德三十五年（1882年）三月，阮文雄病逝，壽七十一歲。嗣德帝以阮文雄久歷戰陣，追復他掌衛銜和男爵爵位。

## 子女
阮文雄有三子。
- 長子阮文豐，蔭生
- 次子阮文謀
- 三子阮文計